# Turricula navarchus
Turricula navarchus é uma espécie de gastrópode do gênero Turricula, pertencente a família Clavatulidae.